# Scott Overall
Pour les articles homonymes, voir Overall.
Scott Overall, né le 9 février 1983 à Londres, est un athlète britannique spécialiste des courses de fond et de demi-fond.

## Biographie
Le 27 septembre 2015, Scott Overall termine dixième du marathon de Berlin en 2 h 11 min 24 s.
Le 9 juillet 2017, il remporte le British 10k, course de 10 kilomètres dans les rues de Londres en 31 min 5 s.

## Palmarès
| Date | Compétition        | Lieu   | Résultat | Épreuve  |
| ---- | ------------------ | ------ | -------- | -------- |
| 2015 | Marathon de Berlin | Berlin | 10e      | Marathon |

| Date | Compétition | Lieu    | Résultat | Épreuve       |
| ---- | ----------- | ------- | -------- | ------------- |
| 2017 | British 10k | Londres | 1er      | 10 kilomètres |

## Records
| Épreuve       | Performance     | Date | Lieu       |
| ------------- | --------------- | ---- | ---------- |
| 1 500 m       | 3 min 41 s      | 2008 | Hillsdale  |
| 3 000 m       | 7 min 47 s      | 2008 | Londres    |
| 5 000 m       | 13 min 28 s     | 2008 | Walnut     |
| 10 miles      | 47 min 37 s     | 2010 | Portsmouth |
| Semi-marathon | 1 h 1 min 25 s  | 2012 | New York   |
| Marathon      | 2 h 10 min 55 s | 2011 | Berlin     |